# Anna-Maria Gradante
Anna-Maria Gradante (Wermelskirchen, 26 de diciembre de 1976) es una deportista alemana que compitió en judo.
Participó en los Juegos Olímpicos de Sídney 2000, obteniendo una medalla de bronce en la categoría de –48 kg. Ganó una medalla de bronce en el Campeonato Mundial de Judo de 1999 y una medalla de plata en el Campeonato Europeo de Judo de 1997.

## Palmarés internacional
| Juegos Olímpicos   | Juegos Olímpicos         | Juegos Olímpicos  | Juegos Olímpicos |
| Año                | Lugarned                 | Medalla           | Categoría        |
| ------------------ | ------------------------ | ----------------- | ---------------- |
| 2000               | Sídney (Australia)       | Medalla de bronce | –48 kg           |
| Campeonato Mundial |                          |                   |                  |
| Año                | Lugar                    | Medalla           | Categoría        |
| 1999               | Birmingham (Reino Unido) | Medalla de bronce | –48 kg           |
| Campeonato Europeo |                          |                   |                  |
| Año                | Lugar                    | Medalla           | Categoría        |
| 1997               | Ostende (Bélgica)        | Medalla de plata  | –48 kg           |